# Joan Font i Fabregó
Joan Font i Fabregó (Torelló, 13 de febrer 1951) és un empresari català. És el director general del Grup Bon Preu, grup d'empreses domiciliades a les Masies de Voltregà del sector de l'alimentació i l'energia.

## Biografia
Fill d'un bacallaner i una botiguera de Torelló, és el primer noi en una família de quatre germans. Té un germà i dues germanes. De nen va estudiar a l'Escola Rocaprevera de Torelló i va formar part del grups escoltes, i de jove va començar a treballar amb el seus pares, mentre estudiava de nit peritatge mercantil en una acadèmia de Manlleu, i més endavant va estudiar professorat mercantil, examinant-se a Sabadell i després a la Facultat d'Estudis Empresarials.
Després d'un viatge d'oci per Europa on va descobrir com funcionaven els autoserveis (supermercats) va proposar-li al seu pare d'obrir-ne un, i van llogar un local al carrer Rosell de Manlleu on van obrir el seu primer supermercat. Està casat amb una mestra i tenen dos fills, Anna i Adrià Font.
El 1974 va crear l'empresa Bonpreu amb el seu germà Josep a Manlleu. Amb els anys el Grup va créixer i el 1988 obriren el primer hipermercat a Vilafranca del Penedès. Posteriorment van ampliar el seu ventall d'activitats, oferint carburants i energia.
Font també és president d'Ausa Futur i membre del Consell Assessor de la Facultat de Ciències Econòmiques i Empresarials de la Universitat Pompeu Fabra.
A inicis de la dècada de 2010 va donar suport al procés independentista i Artur Mas l'escollí per formar part del seu Consell Assessor per a la Transició Nacional.
Durant la segona meitat de la dècada de 2010 va litigar amb el seu germà Josep Font i Fabregó per la distribució de la propietat del Grup. Finalment van tancar un acord l’estiu de 2019 on Joan Font va acordar pagar prop de 350 milions d’euros progressivament al seu germà petit per les seves accions del grup.

## Premis i reconeixements
El 2001 va rebre el Premi d'Òmnium de la Festa de Santa Llúcia i el 2008 va rebre el Premi d'Honor Lluís Carulla per haver desenvolupat un model econòmic pensat i dirigit des del territori i arrelat al país. El 2017 va rebre el premi Aster 2017 atorgat per l'ESIC a la millor trajectòria professional.